# Fabian Ernst
Fabian Ernst (Hannover, 30 mei 1979) is een Duitse voormalig profvoetballer. Hij speelde tussen 1998 en 2013 achtereenvolgens bij HSV, Werder Bremen, Schalke 04, Beşiktaş JK en Kasımpaşa SK. In 2002 debuteerde hij in het Duits voetbalelftal, waarvoor hij 31 interlands speelde.

## Carrière

### Hannover 96
Ernst werd geboren in Hannover. Het was ook in deze plaats waar hij zijn voetbalcarrière startte. Dit was in het seizoen 1996/1997 bij de club Hannover 96. Hij zou maar twee seizoenen bij de club uit zijn geboortestad blijven. Hierin speelde Fabian Ernst 54 wedstrijden, waarin hij eenmaal het net wist te vinden.

### HSV
In het seizoen 1998/1999 werd Ernst overgenomen door de Noord-Duitse club Hamburger SV. Hier behoorde hij tot de groep van belangrijke spelers voor de club. De 1 meter 83 lange middenvelder speelde bij HSV, net zoals bij zijn voorgaande club, twee seizoenen. Hij verscheen 48 keer op het veld. In al die wedstrijden lukte hem het echter niet een doelpunt te maken. In 2000 verliet Ernst de club.

### Werder Bremen
Na zijn periode bij Hamburger SV werd Ernst overgenomen door Werder Bremen. Bij deze club zou van 2000 tot en met 2005 spelen. Hij behaalde zijn grootste successen tot nu toe ook bij deze club. In 2002 werd hij voor het eerst geselecteerd voor het Duits voetbalelftal. In het seizoen 2003/2004 behaalde Ernst zijn eerste landskampioenschap. Datzelfde seizoen won hij met Werder ook de DFB-Pokal. In 2005 verliet de club echter voor een andere Duitse topclub. Hij speelde 152 wedstrijden voor Bremen, waarin hij 11 maal doel trof.

### Schalke 04
In 2005 werd Ernst door Schalke 04 overgenomen van Werder Bremen. Datzelfde jaar won hij de Ligapokal met de club.In het seizoen 2006/2007 verloor hij op het nippertje zijn tweede landskampioenschap. Op de laatste speeldag werd niet Schalke 04, maar VfB Stuttgart eerste. Tot nu toe heeft Ernst nog niet voor de club gescoord in de 56 wedstrijden die hij speelde. In de winterstop (feb. 2009) verkast hij naar Beşiktaş.

### Beşiktaş
Na ruim 3 jaar bij Schalke '04 gaat Ernst in de winterstop (feb. 2009) naar Beşiktaş JK onder leiding van Mustafa Denizli. Ernst speelt met nummer 28 en wordt meteen de lieveling van de Beşiktaş fans (de Carsi). In zijn eerste jaar wordt hij met BJK kampioen en wint ook de Turkse beker. Samen met Michael Fink van Eintracht Frankfurt vormde hij tijdens het seizoen 2009/2010 de motor van het middenveld.

### Kasımpaşa SK
In 2012 verhuisde Fabian Ernst naar een andere Istanboel team Kasımpaşa SK. Hij speelde in het seizoen 2012-2013 30 wedstrijden met de tenue van Kasımpaşa. Dit was ook zijn laatste seizoen als in zijn professionele voetbalcarrière.

## Interlandcarrière
In 2002 maakte Ernst voor het eerst deel uit van de Duitse selectie. Daarvoor speelde hij 31 interlands voor Jong Duitsland, hiermee is hij recordhouder. Zijn debuutwedstrijd voor de Duitse selectie was op 9 mei tegen Koeweit. Andere debutanten in die wedstrijd waren Christian Rahn (FC St. Pauli), Paul Freier (VfL Bochum) en Daniel Bierofka (TSV München 1860). De uitslag was 7-0 in de voordeel van de Duitsers. Hij viel in die wedstrijd na 66 minuten in voor Sebastian Kehl. Ernst maakte ook deel uit van de selectie die meedeed aan Euro 2004 in Portugal. Daar speelde hij maar één wedstrijd: tegen Nederland. In 2006 kwam de teleurstelling toen Ernst te horen kreeg niet te mogen spelen op het WK in eigen land. Hij heeft tot op de dag van vandaag 24 interlands gespeeld waarin hij één keer scoorde. Hij is Duits recordhouder met de meeste interlands onder 21. Hij speelde er 31.

## Erelijst
- Bundesliga (2004)
- DFB-Pokal (2004)
- Ligapokal (2005)
- Fortis Turkiye Kupasi (2009)
- Türkcell Süper Lig (2009)
- Ziraat Türkiye Kupasi (2011)